# Epigenetika
Epigenetika je znanstvena disciplina u biologiji, odnosno genetici, koja proučava nasljedne promjene u ekspresiji gena koje nisu uzrokovane promjenom u DNK nizu. Koristi se također za proučavanje stabilnih, dugoročnih promjena u transkripcijskom potencijalu stanice koje nisu nužno nasljedne. Za razliku kod genetike, epigenetika se zasniva na promjenama koje se zbivaju izvan DNK niza (genotipa), te promjenama ekspresije gena ili fenotipa stanice. Ime epi- (grčki: επί- iznad, izvan, okolo) -genetika